# توماس هپه
توماس هپه (آلمانی: Thomas Happe؛ زادهٔ ۲۵ مارس ۱۹۵۸) بازیکن هندبال اهل آلمان است.
وی در مسابقات کشوری و بین‌المللی در مجموع برندهٔ ۱ مدال نقره شده‌است.